# Eria cordifera
Eria cordifera är en orkidéart som beskrevs av Rudolf Schlechter. Eria cordifera ingår i släktet Eria och familjen orkidéer.

## Underarter
Arten delas in i följande underarter:
- E. c. borneensis
- E. c. cordifera